# Oscarsstenen
Ej att förväxla med Oscarsstenen i Töcksfors, ett riksröse vid gränsen mot Norge.

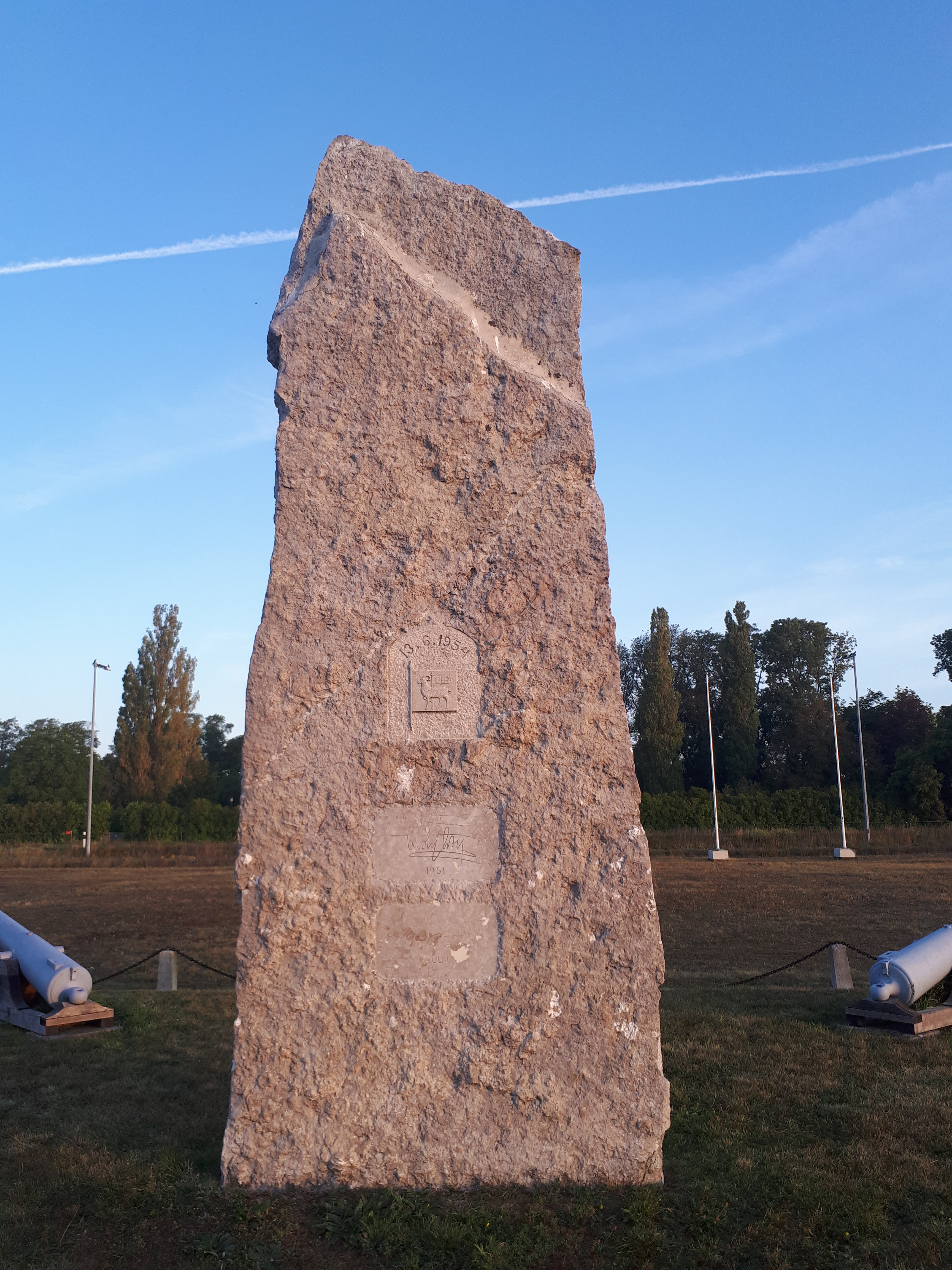
Oscarsstenen

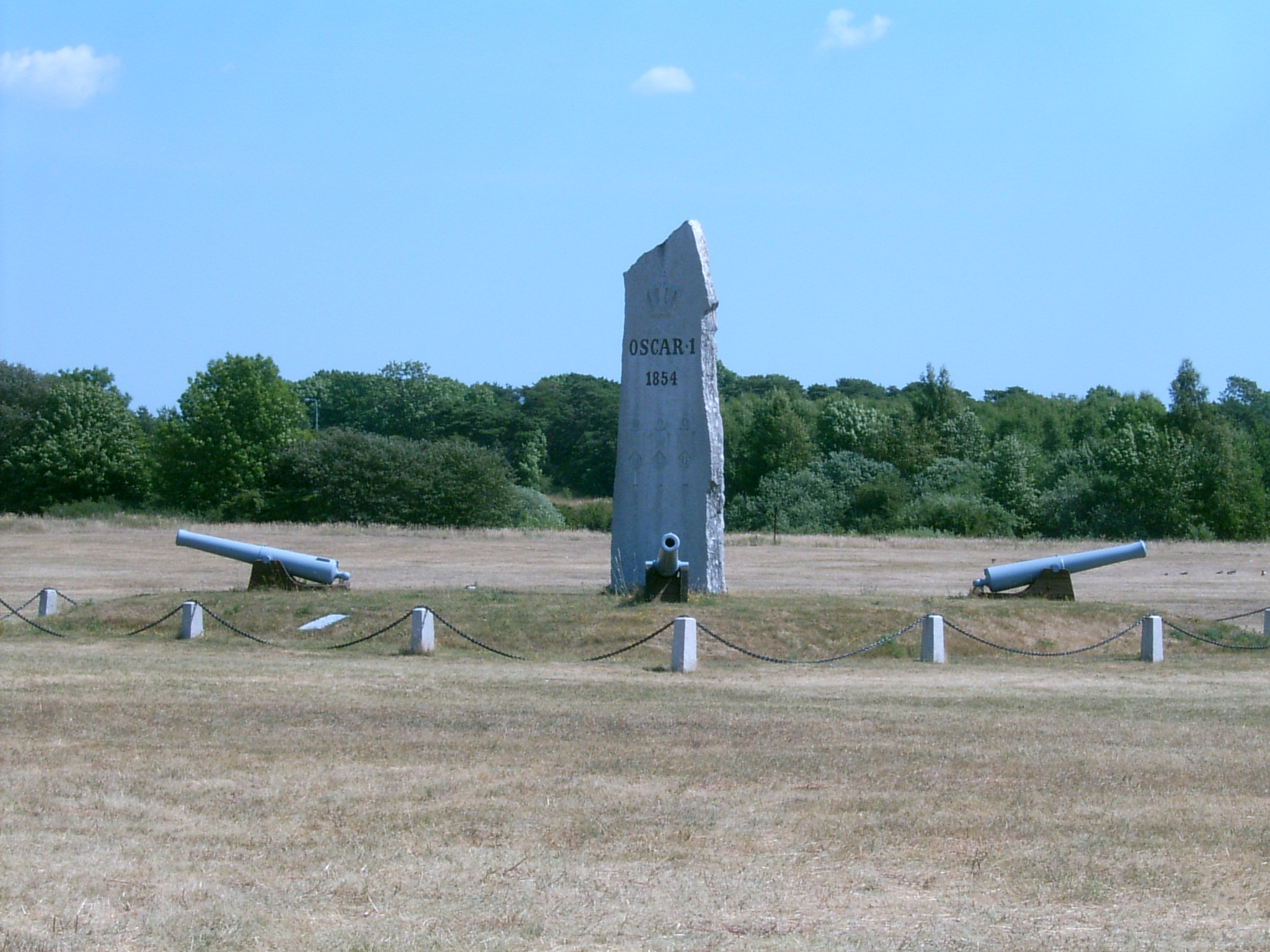
Oscarsstenen ur annan synvinkel

Oscarsstenen är en minnessten på Visborgsslätt i Visby som restes av officerskåren vid Gotlands nationalbeväring till minne av den 14 juni 1854 då kung Oscar I till förbandet överlämnade tre fanor. Vid 100-årsjubileet av den första fanöverlämningen den 14 juni 1954 överlämnades chefen för armén på konungens befallning en ny fana. Till minne av detta försågs stenen på baksidan med en ny relief av den fanan. Kung Gustaf VI Adolf skrev sitt namn på stenens baksida i samband med Gotlands nationalbevärings 150-årsjubileum den 28 maj 1961. Platsen ligger ett par hundra meter från det kasernområde som var hemvist för Gotlands regemente (gamla).
Stenen är av kalksten och är cirka 5,4 meter hög, 1,8 meter bred vid basen och svagt avsmalnande uppåt samt 0,35 meter tjock. På västra sidan står i förgyllt djuprelief mellan en kunglig krans och tre stenar med Gotlands vapen i högrelief: "OSCAR I 1854". På östra sidan är två infällda kalkstensplattor. Den översta, 0,55 × 0,45 meter stora och med välvd översida, har Gotlands vapenfana i högrelief och över denna står i djuprelief: "13.6.1954". Den nedre plattan, 0,33 × 0,58 meter stora, har följande text i förgylld djuprelief: "Gustaf ? 1961" Stenen står direkt i marken på en plan, artificiell jordkulle, 13 × 13 meter och 0,7 meter hög. I varje hörn står en utåtriktad kanon på trävalett. Kullen omgärdas av stenstolpar sammanbundna med en järnkätting.